# Uttorps naturreservat
Uttorp är ett naturreservat i Karlskrona kommun i Blekinge län.
Reservatet är skyddat sedan 1980 och omfattar 15 hektar. Det är beläget på södra Sturkö i Karlskrona skärgård och består av en beteshävdad kusthed.

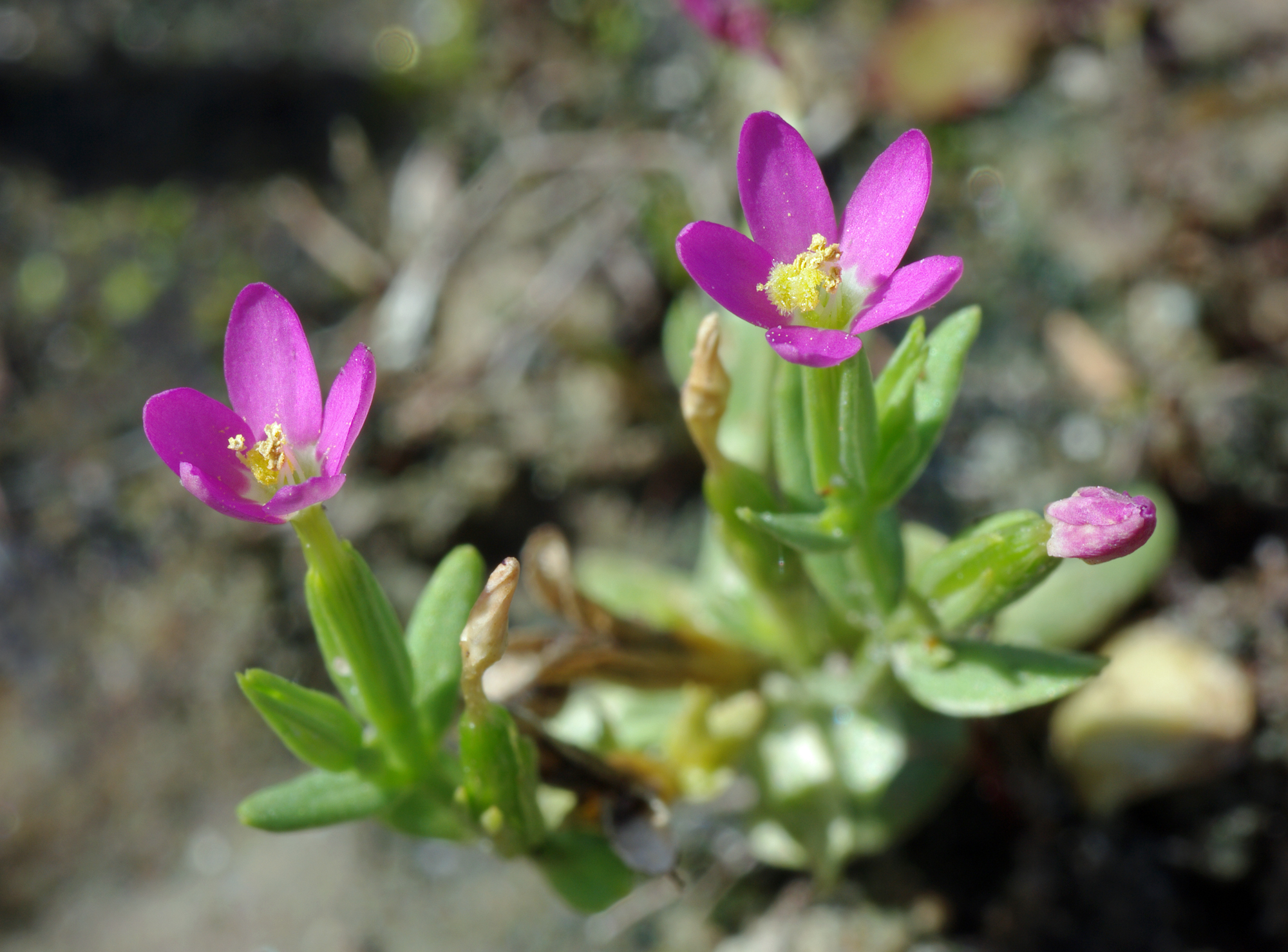
Dvärgarun

Området är exponerat mot det öppna havet och är under vårtid en välbesökt sträcklokal för ejder. Betesmarken är mer än 70 ha stor. Ett smalt skifte från norr till söder, i områdets mitt, är naturreservatet. Merparten av den öppna betesmarken domineras av hedvegetation, främst stagghed och ljunghed.
Bland intressantare växtarter märks granspira och borsttåg. Även svampfloran i området är intressant. Strax innanför stranden utbreder sig en sandgräshed som domineras av sandstarr. I kala sandfläckar växer strandkvickrot och hybriden med kvickrot. Närmast stranden finns en blockig havsstrandäng av skiftande bredd. Den artrika och varierade strandängen innehåller bl.a. dvärgarun, kustarun, strandkämpar, ormtunga, strandnarv och smultronklöver. I strandkanten, bland block och i driftvallar, växer arter som svartkavle, bitterkrassing och strandskräppa.
Naturreservatet ingår i EU:s ekologiska nätverk, Natura 2000.